# Georg von Walthausen

Georg von Walthausen

Georg von Walthausen (* 19. Mai 1895 in Unna-Königsborn; † 4. Januar 1978 in Düsseldorf) war ein deutscher Politiker (NSDAP).

## Leben und Wirken
Nach dem Besuch der Volksschule und des Gymnasiums in Hannover. Von September 1914 bis März 1915 nahm er als Kriegsfreiwilliger beim Ulanen-Regiment 13 Hannover am Ersten Weltkrieg teil. Von März 1915 bis März 1918 befand er sich in russischer (?) Kriegsgefangenschaft. Nach seiner Entlassung nahm er von Ende Mai 1918 bis November 1918 erneut am Krieg teil. In der Zeit vom Januar bis Dezember 1919 beteiligte er sich mit den Freikorps Epp und Freikorps Lüttwitz an den bürgerkriegsähnlichen Auseinandersetzungen im Deutschland der Nachkriegszeit.
Von 1920 bis 1932 war von Walthausen in der Kraftfahrzeugbranche tätig. 1930 trat er in die NSDAP ein. In der Sturmabteilung (SA) übernahm er zunächst den Posten eines Gruppenstaffelführers der SA-Gruppe Nord-West. 1934 wurde er als Führer der Motorbrigade nach Ostpreußen versetzt. Am 25. Dezember 1934 wurde er zum SA-Gruppenführer befördert.
Auf dem Reichstagswahlvorschlag vom 29. März 1936 kandidierte er erfolgreich in seiner Funktion als Gruppenführer des Nationalsozialistischen Kraftfahrkorps (NSKK) in Königsberg (Preußen), Herzog-Albrecht-Platz 8. Von diesem Zeitpunkt an war von Walthausen Abgeordneter für den Wahlkreis 1 (Ostpreußen) im nationalsozialistischen Reichstag. Am 30. September 1938 legte er sein Mandat nieder.